# Chrysotoxum
Chrysotoxum  es un género de moscas de la familia de los sírfidos. La mayoría se encuentra en el Paleártico; hay algunas especies en el Neártico. Tienen un diseño vistoso, negro y amarillo. Antenas relativamente largas. El género es fácil de identificar, no así las especies,

## Especies
- Chrysotoxum amurense Violovitsh, 1973 [3]
- Chrysotoxum arcuatum (Linnaeus, 1758)
- Chrysotoxum asiaticum Becker, 1921
- Chrysotoxum bactrianum Violovitsh, 1973[3]
- Chrysotoxum bajkalicum Violovitsh, 1973[3]
- Chrysotoxum bicinctum (Linnaeus, 1758)
- Chrysotoxum caucasicum Sack, 1930
- Chrysotoxum cautum (Harris, 1776)
- Chrysotoxum chakassicum Violovitsh, 1975
- Chrysotoxum chinook Shannon, 1926
- Chrysotoxum cisalpinum Róndani, 1845
- Chrysotoxum coreanum Shiraki, 1930
- Chrysotoxum derivatum Walker, 1849[4]
- Chrysotoxum elegans Loew, 1841
- Chrysotoxum fasciatum (Müller, 1764)[4]
- Chrysotoxum fasciolatum (De Geer, 1776)
- Chrysotoxum festivum (Linnaeus, 1758)
- Chrysotoxum flaveolum Violovitsh, 1973[3]
- Chrysotoxum flavifrons Macquart, 1842[4]
- Chrysotoxum fratellum Shannon, 1926
- Chrysotoxum gracile Becker, 1921
- Chrysotoxum graciosum Violovitsh, 1975
- Chrysotoxum grande Matsumura, 1911
- Chrysotoxum hameleon Violovitsh, 1973[3]
- Chrysotoxum impressum Becker, 1921
- Chrysotoxum intermedium Meigen, 1822
- Chrysotoxum kozhevnikovi Smirnov, 1925
- Chrysotoxum kozlovi Violovitsh, 1973[3]
- Chrysotoxum lanulosum Violovitsh, 1973[3]
- Chrysotoxum laterale Loew, 1864
- Chrysotoxum latifasciatum Becker, 1921
- Chrysotoxum lessonae Giglio-Tos, 1890
- Chrysotoxum lineare (Zetterstedt, 1819)
- Chrysotoxum lydiae Violovitsh, 1964
- Chrysotoxum montivagum Violovitsh, 1973[3]
- Chrysotoxum octomaculatum Curtis, 1837
- Chrysotoxum parmense Róndani, 1845
- Chrysotoxum parvulum Violovitsh, 1973[3]
- Chrysotoxum perplexum Johnson, 1924
- Chrysotoxum przewalskyi Portschinsky, 1887
- Chrysotoxum pubescens Loew, 1864[4]
- Chrysotoxum radha Violovitsh, 1971
- Chrysotoxum radiosum Shannon, 1926
- Chrysotoxum rhodopense Drensky, 1934
- Chrysotoxum robustum Portschinsky, 1887
- Chrysotoxum rossicum Becker, 1921
- Chrysotoxum rubzovi Violovitsh, 1973[3]
- Chrysotoxum sackeni Giglio-Tos, 1890
- Chrysotoxum sapporense Matsumura, 1916
- Chrysotoxum sibiricum Loew, 1856
- Chrysotoxum skufjini Violovitsh, 1973[3]
- Chrysotoxum stackelbergi Violovitsh, 1953
- Chrysotoxum stenolomum Violovitsh, 1973[3]
- Chrysotoxum subbicinctum Violovitsh, 1956
- Chrysotoxum testaceum Sack, 1913
- Chrysotoxum triarcuatum Macquart in Webb & Berthelot, 1839
- Chrysotoxum verae Violovitsh, 1973[3]
- Chrysotoxum vernale Loew, 1841
- Chrysotoxum verralli Collin, 1940
- Chrysotoxum villosulum Bigot, 1883
- Chrysotoxum willistoni Curran, 1924
- Chrysotoxum ypsilon Williston, 1887